# 元首 (乌斯塔沙政权)
元首（Poglavnik）是克罗地亚烏斯塔沙运动领袖、克羅埃西亞獨立國国家領導人安特·帕韦利奇于1941至1945年间使用的头衔。乌斯塔沙在1930年创建的宪章中规定，元首是乌斯塔沙运动的最高领袖的官方头衔。
由于烏斯塔沙在1945年就灭亡了，所以元首也没有任何继任者。在安特·帕韦利奇的战后流亡岁月里，有人会非正式地继续称他为元首，“元首”因此成了他的外号，直到他于1959年死于马德里为止。此后，“元首”成为了“安特·帕韦利奇”的同义词。